# Radzanowo
Radzanowo is een dorp in de Poolse woiwodschap Mazovië. De plaats maakt deel uit van de gemeente Radzanowo en telt 860 inwoners.